# TJ Dema
TJ Dema (Gaborone) é uma poeta botsuanense.
Foi uma das fundadoras do movimento de spoken word no seu país, além de ter presidido a Associação de Escritores de Botswana. Criou ou integrou coletivos de poetas como o Exoduslivepoetry!e o Live Poets, buscando valorizar a tradição griô.

## Discografia
- 2011 - The Sonic Slam Chorus (CD de poesia)